# 尼崎博正
尼崎 博正（あまさき ひろまさ、1946年1月21日 - ）は、日本の造園学者、作庭家、京都造形芸術大学名誉教授。日本庭園研究センター所長。日本庭園・歴史遺産研究センター名誉教授。京都芸術短期大学学長、京都造形芸術大学副学長を歴任。学外では日本イコモス国内委員会理事、文化庁文化審議会文化財分科会第三専門調査会名勝委員会委員、文化庁史跡等における歴史的建造物の復元の取扱いに関する専門委員会(復元検討委員会)委員、文化財庭園保存技術者協議会評議会員、宮内庁御所離宮庭園特別整備技術指導委員、京都市美観風致審議会委員、京都市保育園連盟顧問、元離宮二条城保存整備懇談会副座長、並河靖之七宝記念館評議員、滋賀県文化財保護審議会副会長、大阪市文化財保護審議会委員、日本造園アカデミー会議副議長、日本造園学会評議員、茶の湯文化学会理事、日本造園修景協会評議員、史迹美術同攷会会長などを務める。

## 略歴
兵庫県生まれ。1968年京都大学農学部卒業。1992年日本造園学会賞受賞（設計作品部門）。同年「古庭園の石質と水系に関する研究」で京都大学農学博士。

## 作品
- 安田邸の庭（京都市）
- 松久邸・石引邸の庭空間（大津市）
- 京都留学生会館の庭（京都市
- 五風舎の庭（奈良市）
- 料亭・魚庄の中庭（近江八幡市）
- 中野邸の外構え（大津市）
- 細川邸の庭（和歌山市）
- 「洛北の家」の庭（京都市）
- 高麗橋の屋上庭園（大阪市）
- 文齋窯の中庭と坪庭（京都市）
- 福寿園京都本店 「天空の庭」（監修）
- 京都迎賓館庭園（監修）
- 国際花と緑の博覧会「むさしの山野草園」(日本造園学会賞受賞作）

## 著書
- 『石と水の意匠 植治の造園技法』田畑みなお撮影、淡交社 1992
- 『図説・茶庭のしくみ 歴史と構造の基礎知識』淡交社 2002
- 『庭石と水の由来 日本庭園の石質と水系』昭和堂 2002
- 『市中の山居 尼崎博正作庭集』淡交社 2006
- 『七代目小川治兵衛 山紫水明の都にかへさねば』ミネルヴァ書房 2012、ミネルヴァ日本評伝選

### 共編・監修
- 『植治の庭 小川治兵衛の世界』編 田畑みなお撮影、淡交社 1990
- 『都ホテル葵殿庭園及び佳水園庭園』共編 都ホテル 1994
- 『庭園史をあるく 日本・ヨーロッパ編』武居二郎共監修 昭和堂 1998
- 『風景をつくる 現代の造園と伝統的日本庭園』中村一共著、昭和堂 2001
- 『造園史論集』白幡洋三郎共編、養賢堂 2006
- 『對龍山荘 植治と島藤の技』監修、淡交社 2007
- 『すぐわかる日本庭園の見かた』仲隆裕、今江秀史、町田香執筆（監修）東京美術 2009

## 参考
- 市中の山居―尼崎博正作庭集 - 紀伊國屋書店BookWeb
- NAID 110004661606